# Frigga (Marvel Comics)
Frigga es un personaje que aparece en los cómics estadounidenses publicados por Marvel Comics, particularmente en los protagonizados por el superhéroe Thor, su hijastro. Basada en Frigg de la mitología nórdica, fue creada por los escritores Stan Lee y Robert Bernstein y el artista Joe Sinnott, y apareció por primera vez en Journey into Mystery #92 (mayo de 1963).
Rene Russo interpretó al personaje en las películas del Universo Cinematográfico de Marvel Thor (2011), Thor: The Dark World (2013) y Avengers: Endgame (2019).

## Historia de publicación
Frigga apareció por primera vez en Journey into Mystery #92 (mayo de 1963), y fue adaptada de la mitología por Stan Lee, Robert Bernstein y Joe Sinnott.
El personaje apareció posteriormente en Thor Annual #10 (1982), Thor #344 (junio de 1984), Marvel Graphic Novel #15 - The Raven Banner (1985), Journey Into Mystery #504-505 (diciembre de 1996-enero de 1997), #512-513 (septiembre-octubre de 1997), Thor #26 (agosto de 2000), Loki #3 (enero de 2004), y Thor: Son of Asgard #7 y 9 (agosto de 2004-octubre de 2004).
Frigga apareció como parte de los «Asgardianos» en el Manual Oficial del Universo Marvel Edición Deluxe #1.

## Biografía del personaje ficticio
Como una asgardiana, ella es la Reina de Asgard, esposa de Odín, madrastra de Thor, madre biológica de Balder y madre adoptiva de Loki. También es la responsable de lanzar los hechizos en Balder para protegerlo del daño mortal. Cuando Surtur, el demonio de fuego amenaza todos los reinos conocidos, a Frigga se le asigna la tutela de los hijos de Asgard. Se retiran a un albergue en lo profundo del desierto invernal de Asgard. Aunque Frigga no lo sabe, ella es asistida en su vigilancia por Tiwaz, el bisabuelo de Thor. Después de que Odin y Surtur desaparecen al final de la batalla, Frigga organiza un 'Althing', donde todos Asgard elegirán una nueva regla. El resultado es que Balder es elegido como el nuevo gobernante.
Además, Frigga había supervisado la ubicación y el entrenamiento de los aprendices de los Celestiales, los Dioses Jóvenes. Debido a los eventos de Ragnarok, se cree que Frigga sufrió la misma suerte que el resto de los Asgardianos.
Después de que Thor recrea a Asgard y restaura a los asgardianos siguiendo a Ragnarok, se revela que ella es en realidad la madre de Balder.
Durante la historia de "La Guerra de los Reinos", Frigga es visto luchando contra los asesinos de Malekith, lo que atrae la atención de Spider-Man. Spider Man ayuda a derrotar a la mayoría de los asesinos de Malekith, mientras que Frigga está un poco molesta por las conversaciones de Spider-Man. Sif y sus valquirias se encuentran con Frigga ya que la mayoría de los asgardianos viven en la Tierra como refugiados. Cuando aparece Laufey y está a punto de comer a Frigga, Loki llega y salva a su madre adoptiva. Mientras los superhéroes y los asgardianos luchan contra las fuerzas de Malekith, Frigga lucha en su lucha contra la Reina de los Ángeles. Frigga más tarde hace a Jane Foster la Madre de todos de Asgard. Mientras descansa sus heridas, Frigga le pide al Capitán América que reúna a un grupo para ayudar a recuperar a Thor. Frigga luego lidera un equipo que consiste en Blade personificando a un Elfo Oscuro, She-Hulk personificando a un Troll de Roca, Ghost Rider haciéndose pasar por un Duende de Fuego, y Punisher haciéndose pasar por un Elfo Oscuro a Svartalheim para destruir el Dark Bifrost Bridge. El grupo de Frigga se encuentra con Elfos Oscuros y Punisher abre fuego contra ellos. El grupo de Frigga llega al Puente Dark Bifrost, pero Frigga se dio cuenta de que el Puente Bifrost fue destruido y cambia los planes para proteger el Dark Bifrost. Frigga agarra la espada que alberga el Puente Negro Bifrost y apenas logró retener su humanidad. Envía a Punisher a los Elfos de la Luz, She-Hulk a Nidavellir (Hogar de los Enanos), Blade a Vanaheim (hogar de los Dioses Vanir) y Ghost Rider a Niffleheim (la Tierra de los Muertos) para reclutar más aliados. Frigga escucha que Valquíria está muerta, el Capitán Marvel y los Agentes de Atlas están luchando contra Duendes en China, el simbionte Venom está siendo torturado por Malekith, Thor se está recuperando y Laufey está en las ruinas de la Estatua de la Libertad, aplastando aviones de combate. Frigga está ocupado luchando contra las hordas interminables cuando Malekith lanza el simbionte Venom como una lanza en el estómago de Frigga. Antes de que él pudiera matarla, Odin llega con su nueva armadura y le da tiempo a Frigga para que destruya el Puente Negro Bifrost, donde su explosión parece que los mata a ambos mientras derrota a las fuerzas de Malekith. Los dos sobrevivieron y son mantenidos cautivos por Malekith en Stonehenge. Frigga le dice a Malekith que debe huir mientras aún pueda, ya que Malekith planea causar la muerte de Thor. Odin le dice a Frigga que ore a Thor.

## Genealogía
El árbol genealógico de Frigga tal y como aparece en Thor #500 (julio de 1996);
|      |      |      |      |       |       |       |       |       |       |      |      | Buri  |       |       |       |       |       |      |      |        |        |        |        |        |        |        |        |        |        |        |        |        |        |      |      |        |        |        |        |        |        |    |    |    |    |  |  |     |     |     |     |     |     |  |  |                                   |                                   |                                   |                                   |                                   |                                   |
|      |      |      |      |       |       |       |       |       |       |      |      |       |       |       |       |       |       |      |      |        |        |        |        |        |        |        |        |        |        |        |        |        |        |      |      |        |        |        |        |        |        |    |    |    |    |  |  |     |     |     |     |     |     |  |  |                                   |                                   |                                   |                                   |                                   |                                   |
|      |      |      |      |       |       |       |       |       |       |      |      |       |       |       |       |       |       |      |      |        |        |        |        |        |        |        |        |        |        |        |        |        |        |      |      |        |        |        |        |        |        |    |    |    |    |  |  |     |     |     |     |     |     |  |  |                                   |                                   |                                   |                                   |                                   |                                   |
|      |      |      |      | Mimir | Mimir | Mimir | Mimir | Mimir | Mimir |      |      | Borr  | Borr  | Borr  | Borr  | Borr  | Borr  |      |      | Bestla | Bestla | Bestla | Bestla | Bestla | Bestla |        |        |        |        |        |        |        |        |      |      |        |        |        |        |        |        |    |    |    |    |  |  |     |     |     |     |     |     |  |  |                                   |                                   |                                   |                                   |                                   |                                   |
|      |      |      |      | Mimir | Mimir | Mimir | Mimir | Mimir | Mimir |      |      | Borr  | Borr  | Borr  | Borr  | Borr  | Borr  |      |      | Bestla | Bestla | Bestla | Bestla | Bestla | Bestla |        |        |        |        |        |        |        |        |      |      |        |        |        |        |        |        |    |    |    |    |  |  |     |     |     |     |     |     |  |  |                                   |                                   |                                   |                                   |                                   |                                   |
|      |      |      |      |       |       |       |       |       |       |      |      |       |       |       |       |       |       |      |      |        |        |        |        |        |        |        |        |        |        |        |        |        |        |      |      |        |        |        |        |        |        |    |    |    |    |  |  |     |     |     |     |     |     |  |  |                                   |                                   |                                   |                                   |                                   |                                   |
|      |      |      |      |       |       |       |       |       |       |      |      |       |       |       |       |       |       |      |      |        |        |        |        |        |        |        |        |        |        |        |        |        |        |      |      |        |        |        |        |        |        |    |    |    |    |  |  |     |     |     |     |     |     |  |  |                                   |                                   |                                   |                                   |                                   |                                   |
| Jord | Jord | Jord | Jord | Jord  | Jord  |       |       | Grid  | Grid  | Grid | Grid | Grid  | Grid  |       |       | Odin  | Odin  | Odin | Odin | Odin   | Odin   |        |        | Frigga | Frigga | Frigga | Frigga | Frigga | Frigga |        |        | Vili   | Vili   | Vili | Vili | Vili   | Vili   |        |        | Ve     | Ve     | Ve | Ve | Ve | Ve |  |  | Cul | Cul | Cul | Cul | Cul | Cul |  |  | Laufey                            | Laufey                            | Laufey                            | Laufey                            | Laufey                            | Laufey                            |
| Jord | Jord | Jord | Jord | Jord  | Jord  |       |       | Grid  | Grid  | Grid | Grid | Grid  | Grid  |       |       | Odin  | Odin  | Odin | Odin | Odin   | Odin   |        |        | Frigga | Frigga | Frigga | Frigga | Frigga | Frigga |        |        | Vili   | Vili   | Vili | Vili | Vili   | Vili   |        |        | Ve     | Ve     | Ve | Ve | Ve | Ve |  |  | Cul | Cul | Cul | Cul | Cul | Cul |  |  | Laufey                            | Laufey                            | Laufey                            | Laufey                            | Laufey                            | Laufey                            |
|      |      |      |      |       |       |       |       |       |       |      |      |       |       |       |       |       |       |      |      |        |        |        |        |        |        |        |        |        |        |        |        |        |        |      |      |        |        |        |        |        |        |    |    |    |    |  |  |     |     |     |     |     |     |  |  |                                   |                                   |                                   |                                   |                                   |                                   |
|      |      |      |      |       |       |       |       |       |       |      |      |       |       |       |       |       |       |      |      |        |        |        |        |        |        |        |        |        |        |        |        |        |        |      |      |        |        |        |        |        |        |    |    |    |    |  |  |     |     |     |     |     |     |  |  |                                   |                                   |                                   |                                   |                                   |                                   |
|      |      |      |      | Thor  | Thor  | Thor  | Thor  | Thor  | Thor  |      |      | Vidar | Vidar | Vidar | Vidar | Vidar | Vidar |      |      | Tyr    | Tyr    | Tyr    | Tyr    | Tyr    | Tyr    |        |        | Hermod | Hermod | Hermod | Hermod | Hermod | Hermod |      |      | Balder | Balder | Balder | Balder | Balder | Balder |    |    |    |    |  |  |     |     |     |     |     |     |  |  | Loki (adoptado por Odín y Frigga) | Loki (adoptado por Odín y Frigga) | Loki (adoptado por Odín y Frigga) | Loki (adoptado por Odín y Frigga) | Loki (adoptado por Odín y Frigga) | Loki (adoptado por Odín y Frigga) |

## En otros media

### Televisión
- Frigga aparece en El escuadrón de superhéroes, con la voz de Grey DeLisle. En el episodio "Organismo Mental Diseñado Solo para Besar," un flashback muestra a Odín diciéndole a Thor que Frigga está preocupada en por qué no ha encontrado novia todavía. En el episodio "He aquí cómo el Poderoso ha abdicado", Frigga estaba deprimida cuando la Encantadora convoca un lutefisk de amor para hacer que Odín se enamorara de ella. Cuando Thor logró romper el hechizo de Odín, Frigga se reunió con Odín.
- Frigga en su alias de Freya aparece en el episodio de Avengers Assemble "Downgraded", con la voz de Jennifer Hale.[13] Esta versión fue la líder de los Vanir de Vanaheim que utilizó un "gran luz" en la parte superior de su pueblo, que se utiliza para mantener las Sombras Nyxes en la bahía. Se encontró con Hawkeye y Falcon sobre ellos, accidentalmente transportados a Vanaheim en el momento de Freya estaba buscando una manera de volver a encender la Gran Luz. Con la ayuda de Hawkeye, Falcon ayudó a Freya mediante la combinación de las diferentes pociones que se utilizan para encender de nuevo la Gran Luz para ahuyentar las sombras Nyxes.

### Películas
- Frigga es interpretada por Rene Russo en la película de acción en vivo de 2011, Thor.[14] Aquí la retratan como la madre biológica de Thor. Cuando Odín se va en su Sueño de Odín, Frigga se queda a su lado para ayudar a protegerle, después de intentar asegurar a Loki - que sólo recientemente se ha enterado de sus orígenes de Gigante de Hielo - que ella siempre le verá como su hijo. Cuando los Gigantes de Hielo invaden Asgard, Frigga defiende el cuerpo de Odín hasta que Loki mata a Laufey y Thor regresa para ocuparse de Loki.
- Fue anunciado que Russo repitió su papel en Thor: The Dark World.[15] En la película, desde el encarcelamiento de Loki, Frigga ha estado mostrando simpatía por Loki al tratar de hacer que su encarcelamiento sea hospitalario. Durante la redada de Malekith y los Elfos Oscuros en Asgard, Frigga es asesinada por Algrim mientras protege a Jane Foster, y más tarde recibe un funeral vikingo.
- Russo vuelve a interpretar el papel en Avengers: Endgame.[16] Una vez viajando, Thor regresa a Asgard durante los eventos de Thor: The Dark World y se encuentra con Frigga, quien se da cuenta rápidamente de que su hijo ha viajado a través del tiempo. Después de una conversación de corazón a corazón, él trata de advertirle sobre su muerte inminente, pero ella se niega a escucharlo, diciendo que acepta su futuro y que él debe concentrarse en arreglar el suyo.[17]

### Motion comics
- Frigga aparece en un motion comic de cuatro episodios titulado Thor & Loki: Blood Brothers, basado en la novela gráfica, Loki de Robert Rodi y Esad Ribic.[18] Recibe la voz de Deborah Jane McKinley.